# Ампир V (фильм)
«Ампир V» — российский фильм в жанре городское фэнтези, экранизация романа Виктора Пелевина «Empire V». Третья полнометражная работа Виктора Гинзбурга. В главных ролях снимались Павел Табаков, Мирон Фёдоров и Тая Радченко.
Фильм должен был выйти в широкий прокат в России сначала 25 ноября 2021 года, но премьера была перенесена из-за коронавирусных ограничений. Дату премьеры перенесли на 31 марта 2022 года, однако картине было отказано в прокатном удостоверении из-за государственной цензуры. «Ампир V» вышел в прокат за рубежом в 2023 году, но в России был представлен только на закрытых показах для прессы.

## Сюжет
Молодому человеку Роману Шторкину, обращённому в вампира Раму Второго, открывается заговор мировой элиты: вампиры управляют человечеством, высасывая из него радость, мечты и деньги. Став частью высшей касты вампиров, герой никак не может разорвать связь с людьми — ведь даже в Империи V можно потерять голову из-за любви. По словам продюсеров фильма, «Ампир V» — это революционный взгляд на общество потребления, красоту за деньги и деньги вместо жизни.

## В ролях
- Павел Табаков — Роман Шторкин, он же Рама Второй
- Тая Радченко — Гера Восьмая
- Мирон Фёдоров — Митра Шестой, куратор Геры Восьмой
- Вера Алентова — Иштар Борисовна, богиня
- Марина Зудина — мать Рамы
- Владимир Долинский — Энлиль Маратович
- Бронислав Виногродский — Локи Девятый, преподаватель курса боевых искусств и любовного мастерства
- Андрей Смирнов — Озирис, вампир-«раскольник»
- Игорь Жижикин — Бальдр, преподаватель гламура
- Максим Дрозд — Иегова, преподаватель дискурса
- Игорь Гордин — Григорий, профессор теологии
- Виктор Вержбицкий — Ваал Петрович
- Владимир Епифанцев — Брама Четырнадцатый / Вавилен Татарский, земной муж Великой Богини
- Фёдор Бондарчук — Колдовашкин, начальник дискурса, профессор

## Производство
Проект был запущен в 2011 году. В разное время в его финансировании принимали участие «Фонд кино», частные инвесторы — предприниматели Александр Мамут и Юрий Крестинский, около 8 млн были собраны в ходе краудфандинговой кампании. Съёмки фильма начались в сентябре 2017 года. В октябре 2021 года стало известно, что «Фонд кино» подал иск на создателей фильма с требованием вернуть выданные на производство проекта 84 млн рублей.
Изначально планировалось, что фильм выйдет 25 ноября 2021 года. Но 10 ноября было объявлено, что в связи с пандемией дата релиза была перенесена на 31 марта 2022 года.
Производство фильма происходило в Москве и Подмосковье. Режиссёр фильма специально выбирал места, похожие на «вампирские», особенно под это определение подходили творения архитектора Шехтеля. Локации, участвовавшие в съёмках: Патриаршие пруды, Рублёвка, цех заброшенного Люблинского литейно-механического завода, ГУМ, ЦУМ и обычные дворы.

### Bablos
В июне 2018 года стало известно, что создатели фильма планируют провести ICO криптовалюты под названием «Bablos» для привлечения недостающих для окончания съёмок средств. 30 ноября 2018 года было объявлено об успешном завершении ICO-компании. Было собрано 32 175 ETH, что на момент завершения ICO равнялось 3 506 801 евро. Токены Bablos прошли листинг на бирже INDX и проходят листинг на бирже EXMO.

## Маркетинг
Финальный трейлер фильма был опубликован в сети 17 марта 2022 года. В этот же день было объявлено, что дистрибьютором картины в России и Белоруссии станет кинопрокатная компания «Вольга».

## Проблемы с прокатом
Незадолго до запланированной премьеры фильма, 31 марта 2022 года, фильму было отказано в выдаче прокатного удостоверения от Министерство культуры, и его выход перенесли на неопределённый срок. Формальной причиной отказа стало несоответствие возрастного рейтинга: маркировку 16+ в ведомстве объявили не соответствующей закону. Многие издания предположили, что настоящей причиной стало участие в фильме рэп-исполнителя Oxxxymiron, который резко осудил действия российской власти и организовал благотворительные концерты в поддержку украинских беженцев. Позже регулятор согласовал выдачу прокатного удостоверения, но новая дата премьеры не назначена.
27 марта 2023 года неизвестный пользователь выложил фильм в Интернет. Режиссёр картины сказал, что он очень расстроен этим фактом, а также посоветовал зрителям отказаться от просмотра, назвав копию рабочей по причине якобы отсутствующих в ней многих ключевых сцен. Также Гинзбург возложил надежды на то, что фильм доберётся до больших экранов сразу после фестивальной премьеры летом.
Летом 2023 года картина получила международного дистрибьютора — парижскую компанию Reel Suspects, специализирующуюся на жанровом кино. 24 августа 2023 года фильм вышел в прокат на территории Казахстана и Узбекистана.

## Отзывы и оценки
Ещё до отмены премьеры многие журналисты и критики успели посмотреть фильм на пресс-показе. Их мнения резко разделились: авторы газеты «КоммерсантЪ» «Литературной газеты» и журнала «Мир фантастики» одобрили фильм, на портале Фильм.ру — категорически разгромили, авторы изданий «Вокруг ТВ», «Киноафиша» и «Кино-театр.ру» назвали фильм морально устаревшим. Рецензенты отмечали сатирический подтекст фильма и деконструкцию клише «вампирского» жанра, но некоторые сочли философию фильма пустой, банальной. Актёрская игра Мирона получила положительные отзывы от большинства авторов, писали, что в некоторых сценах он «вытягивает» фильм.